# Pheidologeton hammoniae
Pheidologeton hammoniae é uma espécie de formiga do gênero Pheidologeton, pertencente à subfamília Myrmicinae.